# Espai projectiu
L'espai projectiu és l'estructura algebraica en la que es desenvolupa principalment la geometria projectiva. Intuïtivament respon a la idea d'un espai afí completat amb l'afegit d'un hiperplà que representa els punts situats a l'infinit, és a dir, allà on es tallen les rectes paral·leles. Per a poder definir un espai projectiu de n dimensions, s'utilitza un espai vectorial E de n+1 dimensions i se li estableix una relació de dependència lineal projectiva que dota al corresponent conjunt quocient d'una estructura projectiva.

## Primera aproximació: Recta projectiva
Sigui r una recta qualsevol del pla, i sigui P un punt qualsevol del pla que no sigui dins la recta r.
Si es considera el conjunt de totes les rectes del pla que passen pel punt P, cadascuna d'aquestes rectes, excepte la que és paral·lela a r, talla la recta r en un punt.
Només cal associar la direcció de la recta r al punt impropi de l'infinit de la recta, per haver definit un aplicació bijectiva entre els punts de r i el conjunt de totes les direccions del pla, diferent de la nul·la.
Això es pot introduir formalment de la següent forma:
Sigui {\displaystyle \mathbf {V} _{2}\setminus \{\mathbf {0} \}} el conjunt de tots els vectors lliures no nuls d'un espai vectorial de dimensió dos sobre el cos K. En aquest conjunt es pot definir una relació d'equivalència ∼ de forma que:
{\displaystyle \mathbf {x} \sim \mathbf {y} :\iff \exists \lambda \in K{\text{ tal que }}\mathbf {y} =\lambda \mathbf {x} }.
I finalment, es defineix {\displaystyle \mathbb {P} ^{1}:=(\mathbf {V} _{2}\setminus \{\mathbf {0} \})/\sim },
o sigui l'espai projectiu de dimensió 1 (o recta projectiva) és el conjunt quocient de la relació d'equivalència que s'ha introduït.

## Segona aproximació: Pla projectiu
Així com per tal d'introduir {\displaystyle \mathbb {P} ^{1}} s'ha hagut de partir del pla que és un espai vectorial de dimensió dos, per tal d'introduir {\displaystyle \mathbb {P} ^{2}} s'haurà de definir una relació d'equivalència en un espai de dimensió 3.
En aquest cas s'ha de partir d'un pla π, i un punt P, tal que {\displaystyle P\notin \pi }, i introduint la mateixa relació d'equivalència {\displaystyle \mathbf {x} \sim \mathbf {y} :\iff \exists \lambda \in K{\text{ tal que }}\mathbf {y} =\lambda \mathbf {x} }, on x, y ∈ V₃∖{0}.
Per arribar finalment a
{\displaystyle \mathbb {P} ^{2}:=(\mathbf {V} _{3}\setminus \{\mathbf {0} \})/\sim }.
En aquest espai, tota recta {\displaystyle r\subset \pi }, és una varietat lineal del pla. Aleshores, tots els vectors de totes les classes d'equivalència que tenen punts de r, formaran una varietat, ja que estaran sobre el pla engendrat per la recta r i pel punt P. Així doncs, es pot considerar que aquesta recta introdueix en {\displaystyle \mathbf {E} _{3}} l'espai projectiu {\displaystyle \mathbb {P} ^{1}}, com una varietat de {\displaystyle \mathbb {P} ^{2}}.

## Generalització de l'espai projectiu
Sigui {\displaystyle \mathbf {V} _{n+1}} un espai vectorial de dimensió n+1 sobre un cos K. Es defineix la relació d'equivalència ∼ en {\displaystyle \mathbf {V} _{n+1}\setminus \{\mathbf {0} \}} com a 
{\displaystyle \mathbf {x\sim y} :\iff \exists \lambda \in K{\text{ tal que }}\mathbf {y} =\lambda \mathbf {x} }.
Així doncs, generalitzant els conceptes anteriors, es pot escriure: {\displaystyle \mathbb {P} ^{n}:=(\mathbf {V} _{n+1}\setminus \{\mathbf {0} \})/\sim }.
Si {\displaystyle Q\subset \mathbb {P} ^{n}}, un punt {\displaystyle [\mathbf {x} ]\in \mathbb {P} ^{n}\,} es diu que depèn linealment (projectivament) de Q si:
{\displaystyle \mathbf {x} =\lambda _{1}\mathbf {y} _{1}+\lambda _{2}\mathbf {y} _{2}+\dots +\lambda _{r}\mathbf {y} _{r}}.
amb {\displaystyle \lambda _{1},\lambda _{2},\dots ,\lambda _{r}\in K}
i {\displaystyle [\mathbf {y} _{1}],[\mathbf {y} _{2}],\dots ,[\mathbf {y} _{r}]\in Q}.
Cal observar que aquesta definició de dependència lineal projectiva no depèn dels {\displaystyle [\mathbf {y} _{1}],[\mathbf {y} _{2}],\dots ,[\mathbf {y} _{r}]\in Q} elegits.
Doncs bé, {\displaystyle \mathbb {P} ^{n}}, juntament amb aquesta dependència lineal projectiva se l'anomena espai projectiu sobre Vn+1.